# Compétence interculturelle
La compétence interculturelle est définie par l’aptitude à pouvoir communiquer avec succès avec des gens d’autres cultures. Cette faculté peut être présente dès le plus jeune âge ou (selon la disposition et la volonté) être développée de manière méthodique. La base d’une communication interculturelle réussie est la compétence émotionnelle et la sensibilité interculturelle. Ce concept est utilisé principalement dans le monde de l'industrie et des finances.

## Caractéristiques
La compétence interculturelle est une aptitude sociale, donc se situe surtout autour de la sociologie, mais doit être abordée de façon interdisciplinaire, incluant notamment la psychologie. Ces aptitudes signifient qu’une personne perçoit et comprend des différences culturelles qui touchent à la pensée, au ressenti émotionnel, aux actes. 
Ces expériences sont considérées comme libres de préjugés, c'est-à-dire avec une ouverture d’esprit et une volonté d’apprendre.
Au vu des développements actuels dans la politique, les religions, l'économie (fusions, etc.), la compétence interculturelle est devenue un terme émergeant de plus en plus important, enseigné dans divers milieux y compris universitaires et faisant partie du processus de sélection des cadres (surtout : compagnies internationales, processus de négociations internationaux...). 
Une culture peut se définir à de nombreux niveaux (région, nation, groupe etc.). Chaque être humain a sa propre histoire, sa propre vie et par conséquent sa propre « culture » ou son appartenance culturelle (y inclus la culture géographique, ethnique, morale, éthique, religieuse, politique, historique). Cela concerne des gens provenant de différents continents ou pays, mais aussi de différentes entreprises, de l’autre sexe ou de minorités quelconques – même au sein d’une famille peuvent cohabiter des valeurs culturelles différentes.

## Différences culturelles
Selon la théorie des dimensions culturelles de Hofstede, les caractéristiques culturelles peuvent être mesurées selon plusieurs dimensions :
- individualisme vs. collectivisme
- féminité des valeurs (ex: coopération, modestie) vs. masculinité (ex: récompenses matérielles, orientation vers la compétition)
- sécurité (besoin plus ou moins grand de règles, structure)
- distance au pouvoir (différence effective ou sentie entre des niveaux hiérarchiques)
- penser et agir de façon monochrone (tâches fixées dans le temps, choses les unes après les autres - planification) vs. polychrone (plusieurs choses à la fois, en parallèle)
- attributs structurels : orientation des valeurs, compréhension du temps (orientation vers le passé ou le futur) et de l’espace (ex : meubles au centre ou contre les murs, pauses ou non dans un discours), perception selective (voir seulement ce que l’on veut ou bien l’ensemble), communication non verbale, comportement face à telle ou telle situation.

Selon ces points et d’autres critères il est possible d’analyser des pays, régions, organisations, groupes sociaux, mais aussi des individus, et de déterminer des degrés de compatibilité.

## Évaluation de la compétence interculturelle
En général, l'évaluation de la compétence interculturelle, en tant qu’habilité existante et / ou potentiel à développer (en estimant les besoins et délais mis en jeu), se base sur les caractéristiques suivantes, testées et observées : gestion de situations complexes, ouverture d'esprit, attitude flexible, stabilité émotionnelle, engagement et motivation, empathie, aptitudes métacommunicatives, polycentrisme.
Une étude publiée en 2014 dans la revue Management international, basée sur 443 personnes de 27 pays, aux expériences internationales très variables, incluant l'expatriation) a démontré que l'expérience internationale améliore statistiquement la compétence interculturelle mais seulement dans 5 % des cas. Cette expérience internationale n'est donc pas un bon prédicteur ni un bon « proxy » pour la compétence interculturelle. Cette étude a aussi révélé des effets de seuil liés aux voyages à l’étranger.